# Nikolai Ivanovich Noskov
Nikolai Ivanovich Noskov (tiếng Nga: Николай Иванович Носков) là một ca sĩ người Nga và là cựu thành viên của ban nhạc hard rock Gorky Park] (giai đoạn 1987–1990). Năm lần giành giải Máy hát vàng. Ông cũng từng là thành viên dàn nhạc Москва (Moscow) đầu những năm 1980, ban nhạc Гран-при (Grand Prix) năm 1988 trước khi gia nhập Gorky Park, và sau đó vào những năm 1990 là ban nhạc Николай (Nikolai). Bắt đầu từ năm 1998 Noskov khởi nghiệp hát solo và đã cho ra mắt sáu album solo. Năm 2015 ông là giám khảo của chương trình truyền hình thực tế Glavnaya Stsena mùa thứ hai.

## Cuộc sống cá nhân
Nikolai kết hôn với bạn gái Marina. Ông có một con gái tên Katerina (sinh 1991).

## Đĩa hát

### Ban nhạc và dàn nhạc
Dàn nhạc Moscow (Москва)
- НЛО (UFO, 1982)

Ban nhạc Grand Prix (Гран-при)
- К теологии (EP) (1988)

Ban nhạc Gorky Park
- Gorky Park (1989)

Ban nhạc Nikolai (Николай)
- Mother Russia (1994)

### Album solo
- Я тебя люблю (I Love You, 1998) (tên khác Блажь, Whim[5][6])
- Стёкла и бетон (Glass and Concrete, 2000) (tên khác Паранойя, Paranoia)[7]
- Дышу тишиной (Breathing the Silence, 2000)[8][9]
- По пояс в небе (Waist-deep in the Sky, 2006)[10]
- Оно того стоит (It's worth it, 2011).[11][12]
- Без названия (No Name, 2012) (tên khác Мёд, Honey)

### Biên soạn
- Лучшие песни в сопровождении симфонического оркестра (Những bài hát hay nhất hợp tấu bởi dàn nhạc giao hưởng, 2001) [13][14]
- Океан любви (Ocean of Love, 2003)[15]

## Giải thưởng
- 1992 - Profi
- 1996-2015 - Máy hát vàng[16]
  - 1996 cho «Я не модный»
  - 1998 cho «Я тебя люблю»
  - 1999 cho «Паранойя»
  - 2000 cho «Это здорово»
  - 2015 cho «Это здорово» và giải thưởng kỷ niệm lần thứ 20
- 1998 - Ревнители русской словесности[17]
- 1999 - Huy chương Bộ Nội vụ "cho những đóng góp ở Caucasus"
- 1999 - Huy chương Bộ Quốc phòng vì sự tăng cường hợp tác quân sự
- 2000 - Ovation (Ca sĩ hát đơn phong cách của năm)[18]
- 2009 - Giải thưởng FSB hạng mục Nhạc nghệ thuật cho ca khúc Павшим друзьям. Ca sĩ đã làm việc với Dàn nhạc giao hưởng của FSB Nga.[19][20]